# Mimmi Sandén
Mimmi Linnéa Marianne Sandén (Stockholm, 25 december 1995) is een Zweeds zangeres.
Ze is beroemd geworden door middel van het Zweedse programma Talang (de Zweedse versie van Holland's Got Talent), waar ze in de finale heeft gestaan. Mimmi heeft de liedjes "Total Eclipse of the Heart" (Bonnie Tyler), "Knock on Wood" (Eddie Floyd e.a.) en "Holding Out for a Hero" (Bonnie Tyler) gezongen.
Ook deed Mimmi in 2009 mee aan het Junior Eurovisiesongfestival met haar liedje "Du". Daar is ze in Oekraïne zesde geworden.
De zussen van Mimmi hebben allebei ook mee gedaan aan het Junior Songfestival. Molly Sandén deed mee in 2006 met het liedje "Det Finaste Någon Kan Få", waarmee ze derde werd. Frida Sandén deed mee aan het Junior Songfestival in 2007 met het liedje "Nu Eller Aldrig" en ze werd daarmee achtste.